# Quinquoppia nobilis
Quinquoppia nobilis är en kvalsterart som beskrevs av Tseng 1982. Quinquoppia nobilis ingår i släktet Quinquoppia och familjen Oppiidae. Inga underarter finns listade i Catalogue of Life.